# Іваницький Антін Максимович
Антін Максимович Іваницький (ХІХ ст., Остерський повіт, Чернігівщина — ?) — лірник із села Соболівка Остерського повіту на Чернігівщині.

## Життєпис
Осліп у 5 років. Вчився грати на лірі в лірника Гната Погиби. Поводирем йому був Павло Остапович Мазан.
Коли лірник грав, Мазан бив у бубон. Дум не знав. Співав псальми, деякі сатиричні пісні («Дудочка» та інші).